# John Tait (Leichtathlet)
John Tait (John Lindsay „Jack“ Tait; * 25. September 1888 in Toronto; † 10. Juli 1971) war ein kanadischer Mittel- und Langstreckenläufer.
Bei den Olympischen Spielen 1908 in London wurde er über 1500 m Vierter. Über fünf Meilen schied er im Vorlauf aus, und im Marathon erreichte er nicht das Ziel.
1911 siegte er beim Meilenlauf des Festival of the Empire, eines Vorläufers der Commonwealth Games.
Bei den Olympischen Spielen 1912 in Stockholm erreichte er über 800 m das Halbfinale. Über 1500 m scheiterte er in der Vorrunde, im Marathon gab er erneut auf. In der 4-mal-400-Meter-Staffel gehörte er zur kanadischen Mannschaft, die im Vorlauf ausschied.
Im Meilenlauf wurde er 1907 kanadischer Meister und 1909 kanadischer Vizemeister hinter dem US-Amerikaner Abel Kiviat.